# Hedyotis shettyi
Hedyotis shettyi là một loài thực vật có hoa trong họ Thiến thảo. Loài này được K.Ravik. & V.Lakshm. mô tả khoa học đầu tiên năm 1999.